# Neckeradelphus menziesii
Neckeradelphus menziesii là một loài Rêu trong họ Neckeraceae. Loài này được (Drumm.) Steere miêu tả khoa học đầu tiên năm 1941.